# Kaple Nejsvětější Trojice (Klášterská Lhota)
Kaple Nejsvětější Trojice je římskokatolická kaple v obci Klášterská Lhota. Patří do děkanství Hostinné. Kaple je od 6. října 1994 chráněna jako kulturní památka České republiky.

## Historie a architektura
Původně zděná kaple je z roku 1825. V letech 1905–1906 byla kaple rozšířena o hrázděnou přístavbu lodě s patrovou kruchtou. Dřevo na stavbu věnoval majitel panství Jilemnice Jan hrabě Harrach. Kolem kapličky je Křížová cesta z roku 1827.

## Bohoslužby
Bohoslužby se v kapli konají pravidelně každou třetí sobotu v měsíci.

## Fotogalerie

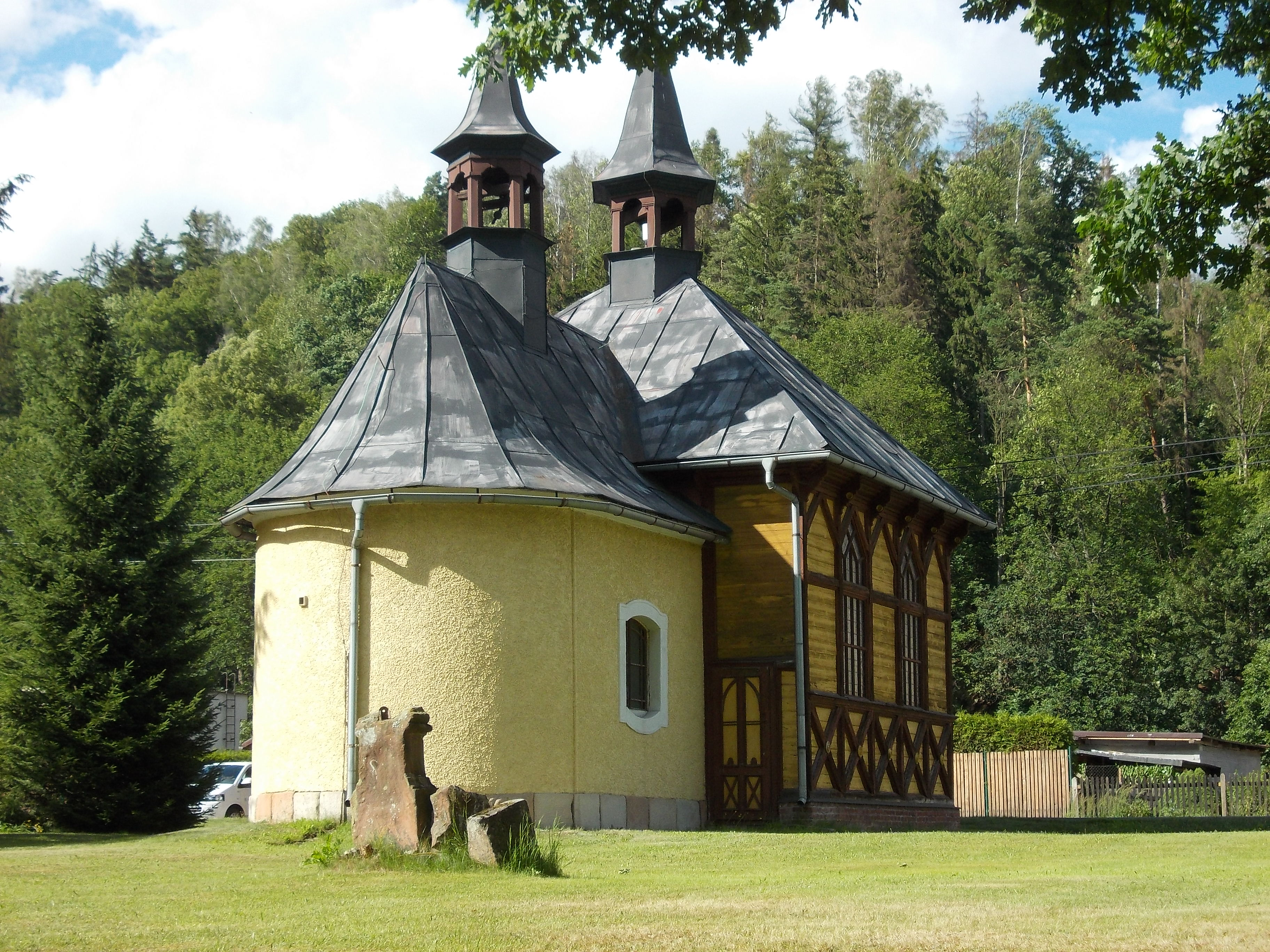
Kaple od jihu
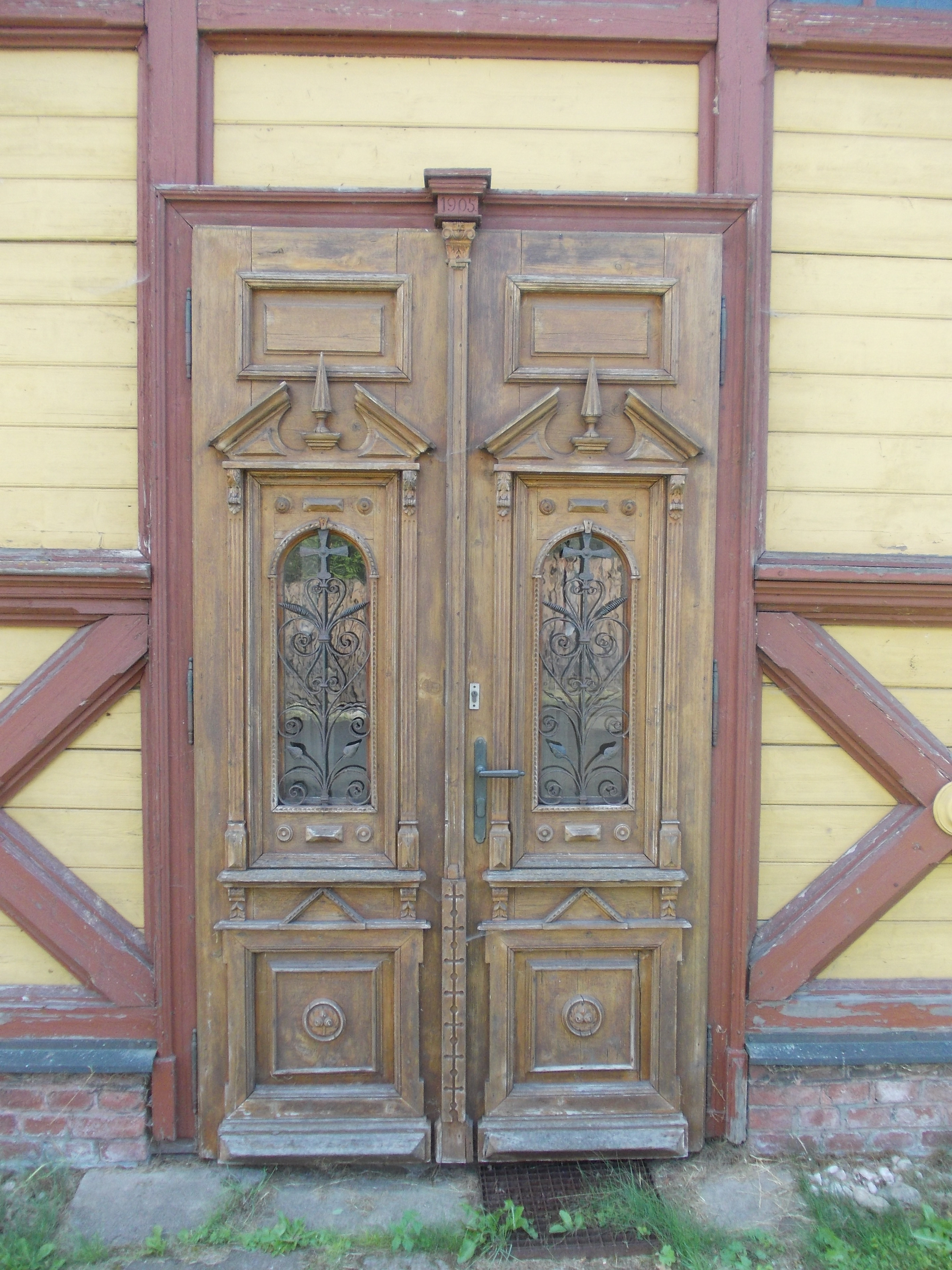
Vstup
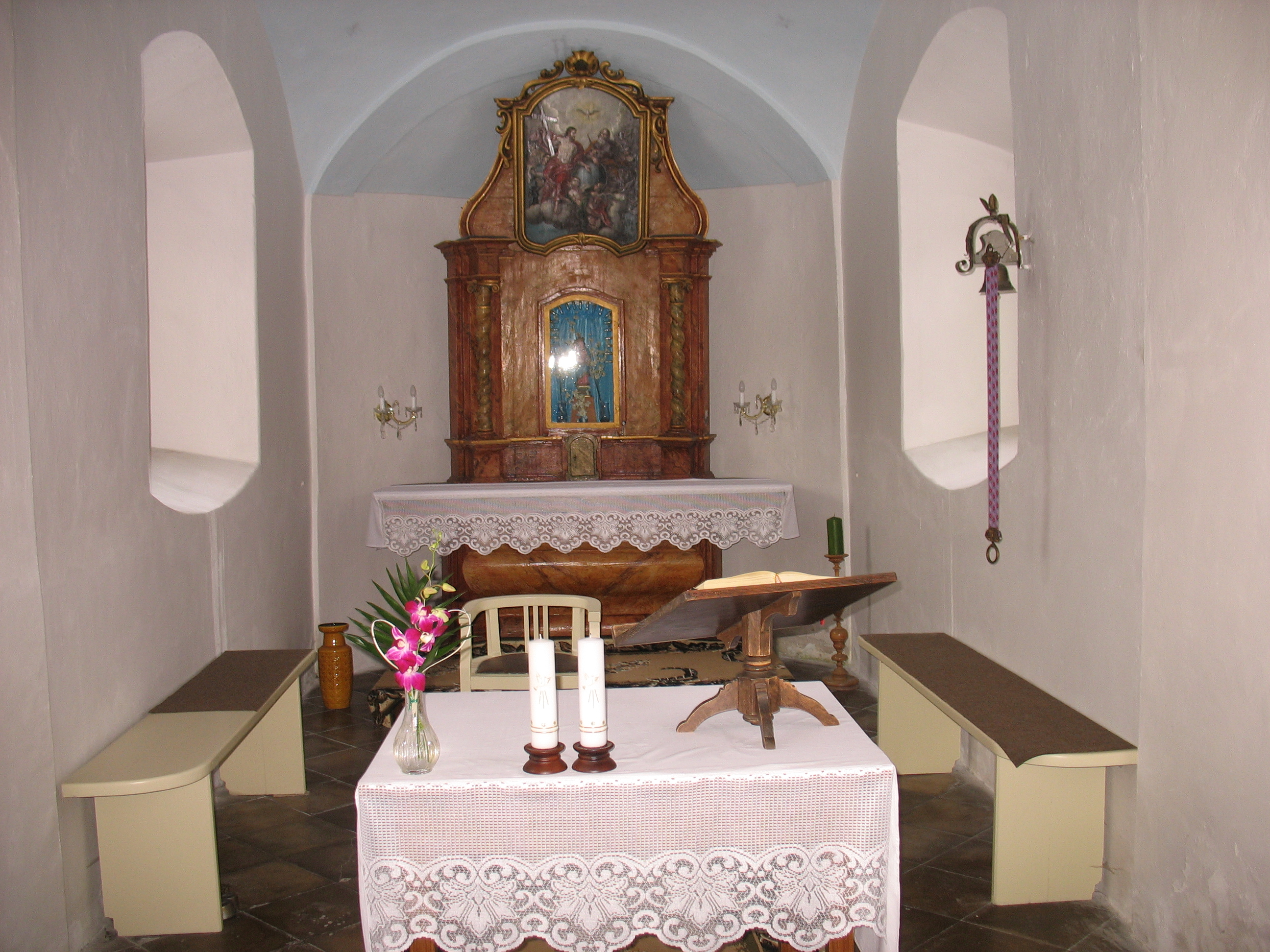
Oltář